# The Last of Robin Hood
The Last of Robin Hood es una película dramática biográfica independiente sobre el actor Errol Flynn, dirigida y escrita por Richard Glatzer y Wash West. La película está protagonizada por Kevin Kline, Dakota Fanning, Susan Sarandon, Matthew Kane y Max Casella. Se proyectó en la sección Especial Presentación en el Festival Internacional de Cine de Toronto de 2013.

## Reparto
| Actor               | Personaje        |
| ------------------- | ---------------- |
| Kevin Kline         | Errol Flynn      |
| Dakota Fanning      | Beverly Aadland  |
| Susan Sarandon      | Florence Aadland |
| Patrick St. Esprit  | Herb Aadland     |
| Matthew Kane        | Ronnie Shedlo    |
| Sean Rio Flynn-Amir | Grip             |
| Max Casella         |                  |

## Casting
El 10 de octubre de 2012, se anunció que Kevin Kline y Susan Sarandon firmaron para protagonizar la película biográfica. Kline haría el papel de Errol Flynn, actor legendario que tenía una relación con una joven de 17 años de edad, Beverly Aadland, y Sarandon interpretaría a Florencia Aadland, madre de Beverly Aadland.
El 23 de enero de 2013, Dakota Fanning fue añadida al elenco para interpretar el papel de Beverly Aadland, novia adolescente de Flynn. Patrick St. Esprit también se unió al elenco para interpretar a Herb Aadland, padre de Beverly Aadland.
El nieto de Errol Flynn, Sean Flynn, también participa en la película.
- Datos: Q14594833